# Karl Heldrich
Karl Ferdinand Heldrich (* 28. August 1900 in München; † 5. September 1939) war ein deutscher Rechtswissenschaftler.

## Leben
Heldrich hatte seine erste Ausbildung am Gymnasium in München und an der Thomasschule zu Leipzig erhalten. Nach dem Notabitur kam er als Fahnenjunker in den Krieg. Danach studierte er u. a. bei Heinrich Siber Rechtswissenschaften und promovierte zum Dr. jur. an der Ludwig-Maximilians-Universität München. Während seines Studiums wurde er Mitglied beim Verein Deutscher Studenten Leipzig. Von 1924 bis 1928 arbeitete er als Privatdozent für Römisches Recht und Bürgerliches Recht an der Juristenfakultät der Universität Leipzig. 1928 wurde er planmäßiger ordentlicher Professor. 1930 bekam er eine Stelle als ordentlicher Professor in Jena für römisches und bürgerliches Recht. Zugleich war er Oberlandesgerichtsrat und damit beisitzender Richter am Thüringischen Oberlandesgericht. Später war er Mitglied des Vertragsrechtsausschusses der Akademie für Deutsches Recht. 1939 rückte er als Oberleutnant der Reserve in den Krieg ein und verstarb als kommissarischer Kompanieführer in Polen an den Folgen einer schweren Verwundung.
Aus seiner am 12. März 1929 in München geschlossenen Ehe mit der Heilgymnastin Lotte Marie Ricarda Salzer, der Tochter des Augenarztes und außerordentlichen Professors an der Universität München Theodor Friedrich Salzer (* 4. März 1867 in Worms) und dessen Frau Mathilde Emilie Bluntschli (* 5. August 1878 in Frankfurt am Main), stammt der Rechtsprofessor und Rektor der LMU München Andreas Heldrich (1935–2007) und die Tochter Monika Liselotte Heldrich (* 3. Januar 1931 in Jena; 6. Oktober 2000 in München).

## Werke
- Das Verschulden beim Vertragsabschluß im klassisch-römischen Recht und in der späteren Rechtsentwicklung, (=Leipziger rechtswissenschaftliche Studien, Heft 7), Leipzig 1924;
- Die verzinsliche Frauenhypothek, Jherings Jahrbücher Band 78 (1927/28), S. 259ff.
- Das vertragliche Pfandrecht des Geschädigten bei der Kraftfahrzeug-Haftpflichtversicherung, Deutsche Justiz 1938, 1355ff.
- Das gesetzliche Pfandrecht des Geschädigten bei der Kraftfahrzeug-Haftpflichtversicherung, Deutsche Justiz 1939, 777ff.
- Die Form des Vertrages. Vorschläge zur Neugestaltung des Rechts aufgrund eines Referats, Archiv für die civilistische Praxis, Band 147 (1941), S. 89f.